# Теплинка
Теплинка — село в Алексеевском районе (городском округе, с 2018) Белгородской области, входит в состав Кущинского сельского поселения.

## Описание
Расположено в восточной части области, в 15 км к югу от районного центра, города Алексеевки. 
| 1859 | 1897  | 2002 | 2010 |
| ---- | ----- | ---- | ---- |
| 486  | ↗1025 | ↘213 | →213 |

Улицы и переулки
| - ул. Подгорная - ул. Цветочная - ул. Школьная | - 1-й Школьный пер. - 2-й Школьный пер. |

## История
Теплинка возникла как владельческий хутор Теплинский «при отвершке Ивановского оврага».
Упоминается в Памятной книжке Воронежской губернии за 1887 год как "слобода Теплинка" Щербаковской волости Бирюченского уезда. Число жителей обоего пола — 1047, число дворов — 134.

### Памятники и мемориалы
Братская могила советских воинов погибших в боях с фашистскими захватчиками в 1942 году.